# Everardo Rocha
Pour les articles homonymes, voir Rocha (homonymie).
 (novembre 2023).
La mise en forme du texte ne suit pas les recommandations de Wikipédia : il faut le « wikifier ».
Les points d'amélioration suivants sont les cas les plus fréquents. Le détail des points à revoir est peut-être précisé sur la page de discussion.
- Les titres sont pré-formatés par le logiciel. Ils ne sont ni en capitales, ni en gras.
- Le texte ne doit pas être écrit en capitales (les noms de famille non plus), ni en gras, ni en italique, ni en « petit »…
- Le gras n'est utilisé que pour surligner le titre de l'article dans l'introduction, une seule fois.
- L'italique est rarement utilisé : mots en langue étrangère, titres d'œuvres, noms de bateaux, etc.
- Les citations ne sont pas en italique mais en corps de texte normal. Elles sont entourées par des guillemets français : « et ».
- Les listes à puces sont à éviter, des paragraphes rédigés étant largement préférés. Les tableaux sont à réserver à la présentation de données structurées (résultats, etc.).
- Les appels de note de bas de page (petits chiffres en exposant, introduits par l'outil «  Source ») sont à placer entre la fin de phrase et le point final[comme ça].
- Les liens internes (vers d'autres articles de Wikipédia) sont à choisir avec parcimonie. Créez des liens vers des articles approfondissant le sujet. Les termes génériques sans rapport avec le sujet sont à éviter, ainsi que les répétitions de liens vers un même terme.
- Les liens externes sont à placer uniquement dans une section « Liens externes », à la fin de l'article. Ces liens sont à choisir avec parcimonie suivant les règles définies. Si un lien sert de source à l'article, son insertion dans le texte est à faire par les notes de bas de page.
- La présentation des références doit suivre les conventions bibliographiques. Il est recommandé d'utiliser les modèles {{Ouvrage}}, {{Chapitre}}, {{Article}}, {{Lien web}} et/ou {{Bibliographie}}. Le mode d'édition visuel peut mettre en forme automatiquement les références.
- Insérer une infobox (cadre d'informations à droite) n'est pas obligatoire pour parachever la mise en page.

Pour une aide détaillée, merci de consulter Aide:Wikification.
Si vous pensez que ces points ont été résolus, vous pouvez retirer ce bandeau et améliorer la mise en forme d'un autre article.
Everardo Pereira Guimarães Rocha, né le 1er octobre 1951, est un anthropologue brésilien spécialiste de l'étude et de la recherche dans le domaine de la consommation et la communication, de la publicité et de la culture brésilienne. Il est docteur en anthropologie sociale de Musée national du Brésil à l'Université fédérale de Rio de Janeiro depuis 1989. Il est professeur des universités du Communication Sociale et enseigne plus particulièrement au sein du programme d'études supérieures de l'Université Pontificale Catholique de Rio de Janeiro, où il enseigne depuis 1976.
Dans ses œuvres, Everardo Rocha articule sa pensée autour de deux perspectives, celle du domaine de l'anthropologie et celle de la communication. Il est considéré comme l'un des premiers anthropologues Brésilien à concentrer ses recherches sur la consommation,.
Depuis les années 1980, il a contribué à la consolidation et à l'expansion des études en anthropologie de la consommation. Publié pour la première fois en 1985, son livre intitulé Magia e Capitalismo [Magie et capitalisme] est reconnu pour avoir stimulé le développement de la recherche sur la consommation d'un point de vue anthropologique dans le monde universitaire brésilien.
Le travail d'Everardo Rocha explore la publicité et la consommation comme des phénomènes proches du système de classification connu sous le nom de totémisme, tel que Claude Lévi-Strauss l'a étudié et mis en exergue. Il suggère donc que les représentations de consommation et publicitaires sont des espaces centraux pour l’expression et l’expérience de la pensée magique dans les cultures urbaines contemporaines. Selon Roberto DaMatta, la contribution d'Everardo Rocha «se caractérise par une enquête intelligente et résolue sur le monde moderne comme une gigantesque structure de consommation, de magie, de persuasion idéologique et (...) de rêves».
En outre, Everardo Rocha a contribué aux études d'anthropologie sociale et de culture brésilienne à travers des livres tels que O que é Etnocentrismo [Qu'est-ce que l'ethnocentrisme] et O que é Mito [Qu'est-ce que le mythe]. Il a également participé aux recherches menées pour la réalisation du film Quilombo de Cacá Diegues.

## Ouvrages sélectionnés
- Comunicação e consumo: estudos fundamentais para uma perspectiva cultural. (direction avec Marina Frid, William Corbo and Bruna Aucar)  (ISBN 6555042796)
- Advertising and consumption: anthropological studies in Brazil. London: Routledge, 2022.  (ISBN 9781003176794)
- O paraíso do consumo: Émile Zola, a magia e os grandes magazines. Rio de Janeiro: Mauad, 2016 (avec Marina Frid et William Corbo).  (ISBN 9788574788449)
- A sociedade do sonho: comunicação, cultura e consumo. Rio de Janeiro: Mauad, 1995.  (ISBN 978-8574788449)
- Palmares: mito e romance da utopia brasileira. Rio de Janeiro: Rio Fundo Editora, 1991 (avec Carlos Diegues).
- O que é mito. São Paulo: Brasiliense, 1986.  (ISBN 978-8511011517)
- O que é etnocentrismo. São Paulo: Brasiliense, 1985.  (ISBN 978-8511011241)
- Magia e capitalismo: um estudo antropológico da publicidade. São Paulo: Brasiliense, 1985.  (ISBN 978-8511000382)
- Quilombo: história e sociedade. Rio de Janeiro: Embrafilme/Mec, 1984 (avec Maria Fernanda Bicalho).